# Route nationale 160
Die Route nationale 160, kurz N 160 oder RN 160, war eine französische Nationalstraße.
Sie wurde 1824 zwischen Saumur und Les Sables-d’Olonne festgelegt und geht auf die Route impériale 180 zurück. Ihre Länge betrug 165,5 Kilometer. 1973 wurde der Abschnitt zwischen Saumur und Nuaillé abgestuft und sie übernahm von dort die Trasse der Nationalstraße 161 bis Angers, sodass sich ihr Laufweg so zusammensetzte:
- N 161 Angers - Nuaillé
- N 160 Nuaillé - Les Sables-d’Olonne

Zwischen 1998 und 2004 wurde die Schnellstraße zwischen La Roche-sur-Yon und Les Sables d’Olonne in Betrieb genommen und auf diese die Nationalstraße 160 gelegt. Dabei wurde die parallel verlaufende alte Trasse in die Nationalstraße 2160 umgewidmet. 2006 erfolgte die Abstufung der N 160 und N 2160.

## N 160a
Die Route nationale 610A, kurz N 610A oder RN 610A, war eine französische Nationalstraße und zugleich ein Seitenast der N 160, der in La Roche-sur-Yon den Place Napoléon südlich umlief. Die Straße wurde 1862 als Nationalstraße 149Bis A festgelegt und 1933 in N N160A umgewidmet, da die N149bis in La Roche-sur-Yon in diesem Jahr Teil der N148 wurde. Sie verschwand im folgenden Jahr aus dem Netz der Nationalstraßen.